# Ambiguity effect
Ambiguity effect (česky efekt nejednoznačnosti) je kognitivní zkreslení, při němž je lidské rozhodování ovlivněno nedostatkem informací či "ambiguitou" - neurčitostí. Efekt se projevuje tak, že lidé mají tendenci volit takové možnosti, u nichž je pravděpodobnost příznivého výsledku známá, oproti možnostem s neurčitým vývojem. Efekt byl poprvé popsán Danielem Ellsbergem v roce 1961.

## Příklady
Jedním příkladem, jak se může ambiguity effect projevovat, by mohla být averze k risku v ekonomice. Při koupi domu si mnoho lidí raději vybírá hypotéku s fixní úrokovou sazbou, u které se banka zaručuje za neměnné podmínky, než hypotéku s proměnlivou hypotékou, kde je sazba kolísá s vývojem trhu - a to přestože bylo statisticky prokázáno, že je proměnlivá hypotéka obvykle výhodnější.
Jako jiný příklad uvažujme uzavřenou krabici se 30 míčky. Víme, že míčky jsou buďto červené, černé, nebo bílé a že právě 10 míčků je červených, zatímco zbylých 20 může být se stejnou pravděpodobností jak černých, tak bílých.
Nyní dostaneme dvě nabídky:
- Zvolíme-li možnost X, dostaneme 100 dolarů, pokud se nám poslepu podaří vytáhnout červený míček, v opačném případě odejdeme s prázdnou.
- V možnosti Y  100 dolarů dostaneme pokud vytáhneme černý míček.

Přestože je pravděpodobnost, že vytáhneme vítězný míček v této hře stejná pro obě možnosti, lidé mají silnou tendenci volit spíše možnost X, kde jsou podmínky, za kterých vyhráváme, průhlednější.
Každodenním příkladem by mohl být způsob, jakým se lidé rozhodují investovat peníze. Investor, který se bojí rizik může upřednostňovat "bezpečné" investice jako vládní dluhopisy a bankovní vklady, spíše než akcie a fondy. Přestože mohou dlouhodobě znamenat tyto investice větší zisk, krátkodobé výkyvy mohou vytvářet dojem menší šance na výdělek. Podobným způsobem může ambiguity vysvětlovat, proč jsou lidé zdráhaví při přejímání nových pracovních postupů.

## Vysvětlení
Jedním z možných vysvětlení tohoto efektu je, že lidé se drží určitých pravidel (heuristických), aby se vyhnuli možnostem, kde informace o úspěšnosti chybí. Lidé se tak snaží chybějící informace nalézt, což zachycuje jejich pozornost svou špatnou čitelností - z podobného důvodu proto lidé upřednostňují kognitivně fluentní (jednoduše zpracovatelné) možnosti.